# 1912
| [ Edytuj tabelę ]                                                | |
| Król Polski (tytularny)                                          | - 1894 Mikołaj II Romanow 1917 |
| Król Afganistanu                                                 | - 1901 Habibullah Chan 1919 |
| Książę Albanii                                                   | - 1912 Ismail Qemali 1914 |
| Premier Albanii                                                  | - 1912 Ismail Qemali 1914 |
| Współksiążęta Andory                                             | - 1907 Joan Baptista Benlloch i Vivó 1919 - 1906 Armand Fallières 1913                                                                           |
| Prezydent Argentyny                                              | - 1910 Roque Sáenz Peña 1914 |
| Premier Australii                                                | - 1910 Andrew Fisher 1913 |
| Cesarz Austrii                                                   | - 1848 Franciszek Józef I 1916 |
| Król Bawarii                                                     | - 1886 Otto 1913 |
| Król Belgów                                                      | - 1909 Albert I 1934 |
| Premier Belgii                                                   | - 1911 Charles de Broqueville 1918 |
| Król Bhutanu                                                     | - 1907 Ugyen Wangchuck 1926 |
| Prezydent Boliwii                                                | - 1909 Eliodoro Villazón 1913 |
| Prezydent Brazylii                                               | - 1910 Hermes Rodrigues da Fonseca 1914 |
| Sułtan Brunei                                                    | - 1906 Muhammad Jamalul Alam II 1924 |
| Car Bułgarii                                                     | - 1887 Ferdynand I Koburg 1918 |
| Premier Bułgarii                                                 | - 1911 Iwan Geszow 1913 |
| Prezydent Chile                                                  | - 1910 Ramon Barros 1915 |
| Cesarz Chin                                                      | - 1908 Puyi (Xuantong) 1912 |
| Prezydent Chin                                                   | - 1912 Sun Jat-sen (tymcz.) 1912 - 1912 Yuan Shikai 1916                                                                                         |
| Król Czarnogóry                                                  | - 1910 Mikołaj I Petrowić-Niegosz 1918 |
| Premier Czarnogóry                                               | - 1907 Lazar Tomanović 1912 - 1912 Mitar Martinović 1913                                                                                         |
| Król Czech                                                       | - 1848 Franciszek Józef I 1916 |
| Król Danii                                                       | - 1906 Fryderyk VIII 1912 - 1912 Chrystian X 1947                                                                                                |
| Premier Danii                                                    | - 1910 Klaus Berntsen 1913 |
| Dalajlama                                                        | - 1878 Thubten Gjaco 1933 |
| Prezydent Dominikany                                             | - 1911 Eladio Victoria 1912 - 1912 Adolfo Alejandro Nouel (tymcz.) 1913                                                                          |
| Władca Egiptu                                                    | - 1892 Abbas II Hilmi 1914 |
| Premier Egiptu                                                   | - 1910 Muhammad Said Pasza 1914 |
| Prezydent Ekwadoru                                               | - 1911 Carlos Freile 1912 - 1912 Francisco Andrade Marin 1912 - 1912 Leónidas Plaza 1916                                                         |
| Cesarz Etiopii                                                   | - 1889 Menelik II 1913 |
| Premier Etiopii                                                  | - 1909 Habte Gijorgis 1927 |
| Prezydent Francji                                                | - 1906 Armand Fallières 1913 |
| Premier Francji                                                  | - 1911 Joseph Caillaux 1912 - 1912 Raymond Poincaré 1913                                                                                         |
| Król Grecji                                                      | - 1863 Jerzy I 1913 |
| Prezydent Gwatemali                                              | - 1898 Manuel Estrada Cabrera 1920 |
| Prezydent Haiti                                                  | - 1911 Cincinnatus Leconte 1912 - 1912 Tancrède Auguste 1913                                                                                     |
| Król Hiszpanii                                                   | - 1886 Alfons XIII 1931 |
| Premier Hiszpanii                                                | - 1910 José Canalejas 1912 - 1912 Manuel García-Prieto (p.o.) 1912 - 1912 Álvaro Figueroa Torres 1913                                            |
| Król Holandii                                                    | - 1890 Wilhelmina 1948 |
| Premier Holandii                                                 | - 1908 Theo Heemskerk 1913 |
| Prezydent Hondurasu                                              | - 1911 Francisco Bertrand (p.o.) 1912 - 1912 Manuel Bonilla 1913                                                                                 |
| Szach Iranu                                                      | - 1909 Ahmad Szah 1925 |
| Premier Iranu                                                    | - 1911 Mohammad Wali Chan Tonekaboni 1912 - 1912 Saad ad-Daula 1913                                                                              |
| Władca Indii                                                     | - 1910 Jerzy V 1936 |
| Król Irlandii                                                    | - 1910 Jerzy V 1936 |
| Cesarz Japonii                                                   | - 1867 Mutsuhito 1912 - 1912 Yoshihito 1926 |
| Premier Japonii                                                  | - 1911 Kinmochi Saionji 1912 - 1912 Tarō Katsura 1913                                                                                            |
| Kalif                                                            | - 1909 Mehmed V 1918 |
| Premier Kanady                                                   | - 1911 Robert Borden 1920 |
| Emir Kataru                                                      | - 1878 Kasim ibn Muhammad Al Sani 1913 |
| Prezydent Kolumbii                                               | - 1910 Carlos Eugenio Restrepo 1914 |
| Patriarcha Konstantynopola                                       | - 1901 Joachim III 1912 |
| Gubernator Korei (okupacja japońska)                             | - 1910 Masatake Terauchi 1916 |
| Prezydent Kostaryki                                              | - 1910 Ricardo Jiménez Oreamuno 1914 |
| Prezydent Kuby                                                   | - 1909 José Miguel Gómez 1913 |
| Prezydent Liberii                                                | - 1904 Arthur Barclay 1912 - 1912 Daniel Edward Howard 1920                                                                                      |
| Książę Liechtensteinu                                            | - 1858 Jan II Dobry 1929 |
| Wielki książę Luksemburga                                        | - 1905 Wilhelm IV 1912 - 1912 Maria Adelajda 1919                                                                                                |
| Premier Luksemburga                                              | - 1888 Paul Eyschen 1915 |
| Sułtan Maroka                                                    | - 1908 Abd al-Hafiz 1913 |
| Prezydent Meksyku                                                | - 1911 Francisco Madero 1913 |
| Książę Monako                                                    | - 1889 Albert I 1922 |
| Minister stanu Monako                                            | - 1911 Émile Flach 1917 |
| Chan Mongolii                                                    | - 1911 Bogda Chan 1924 |
| Premier Mongolii                                                 | - 1912 Tögs-Ocziryn Namnansüren 1919 |
| Król Nepalu                                                      | - 1911 Tribhuvan 1950 |
| Premier Nepalu                                                   | - 1901 Chandra Shumsher Jang Bahadur Rana 1929                                                                                                   |
| Cesarz Niemiec                                                   | - 1888 Wilhelm II Hohenzollern 1918 |
| Kanclerz Niemiec                                                 | - 1909 Theobald von Bethmann Hollweg 1917 |
| Prezydent Nikaragui                                              | - 1911 Adolfo Díaz 1917 |
| Król Norwegii                                                    | - 1905 Haakon VII 1957 |
| Premier Norwegii                                                 | - 1910 Wollert Konow 1912 - 1912 Jens Bratlie 1913                                                                                               |
| Premier Nowej Zelandii                                           | - 1906 Joseph Ward 1912 - 1912 Thomas Mackenzie 1912 - 1912 William Massey 1925                                                                  |
| Sułtan Omanu                                                     | - 1888 Fajsal ibn Turki 1913 |
| Prezydent Panamy                                                 | - 1910 Pablo Arosemena Alba (p.o.) 1912 - 1912 Belisario Porras Barahona 1916                                                                    |
| Papież                                                           | - 1903 Pius X 1914 |
| Prezydent Paragwaju                                              | - 1912 Pedro Peña 1912 - 1912 Emiliano González Navero 1912 - 1912 Eduardo Schaerer 1916                                                         |
| Prezydent Peru                                                   | - 1908 Augusto B. Leguía 1912 - 1912 Guillermo Bilingurst 1914                                                                                   |
| Premier Południowej Afryki                                       | - 1910 Louis Botha 1919 |
| Prezydent Portugalii                                             | - 1911 Manuel José de Arriaga 1915 |
| Premier Portugalii                                               | - 1911 Augusto de Vasconcelos 1912 - 1912 Duarte Leite 1912 - 1912 Augusto de Vasconcelos 1912 - 1912 Duarte Leite 1913                          |
| Król Prus                                                        | - 1888 Wilhelm II 1918 |
| Car Rosji                                                        | - 1894 Mikołaj II 1917 |
| Premier Rosji                                                    | - 1911 Władimir Kokowcow 1914 |
| Król Rumunii                                                     | - 1881 Karol I 1914 |
| Premier Rumunii                                                  | - 1910 Petre P. Carp 1912 - 1912 Titu Maiorescu 1913                                                                                             |
| Król Saksonii                                                    | - 1904 Fryderyk August III Wettyn 1918 |
| Prezydent Salwadoru                                              | - 1911 Manuel Enrique Araujo 1913 |
| Kapitanowie regenci San Marino                                   | - 1911 Onofrio Fattori Angelo Manzoni Borghesi 1912 - 1912 Gustavo Babboni Francesco Pasquali 1912 - 1912 Menetto Bonelli Vincenzo Marcucci 1913 |
| Sekretarz Stanu do spraw Politycznych i Zagranicznych San Marino | - 1908 Menetto Bonelli 1918 |
| Król Serbii                                                      | - 1903 Piotr Karadziordziewić 1918 |
| Prezydent Szwajcarii                                             | - 1912 Ludwig Forrer 1912 |
| Król Szwecji                                                     | - 1907 Gustaw V 1950 |
| Premier Szwecji                                                  | - 1911 Karl Staaff 1914 |
| Król Tajlandii                                                   | - 1910 Vajiravudh 1925 |
| Król Tonga                                                       | - 1893 Jerzy Tupou II 1918 |
| Premier Tonga                                                    | - 1905 Sione Mateialona 1912 - 1912 Tevita Tuʻivakano 1923                                                                                       |
| Sułtan Turków                                                    | - 1909 Mehmed V 1918 |
| Prezydent USA                                                    | - 1909 William Taft 1913 |
| Prezydent Wenezueli                                              | - 1908 Juan Vicente Gómez 1913 |
| Król Węgier                                                      | - 1848 Franciszek Józef I 1916 |
| Premier Węgier                                                   | - 1910 Károly Khuen-Héderváry 1912 - 1912 László Lukács 1913                                                                                     |
| Monarcha Wielkiej Brytanii                                       | - 1910 Jerzy V 1936 |
| Premier Wielkiej Brytanii                                        | - 1908 Herbert Henry Asquith 1916 |
| Król Włoch                                                       | - 1900 Wiktor Emanuel III 1946 |

Rok 1912 / MCMXII
stulecia: XIX wiek ~
XX wiek ~
XXI wiek

dziesięciolecia:
1880–1889 •
1890–1899 •
1900–1909 •
1910–1919
• 1920–1929
• 1930–1939
• 1940–1949

lata: 1902 «
1907 «
1908 «
1909 «
1910 «
1911 «
1912
» 1913
» 1914
» 1915
» 1916
» 1917
» 1922

## Wydarzenia w Polsce
- 20 stycznia – otwarto ginekologiczno-położniczy Szpital Specjalistyczny św. Zofii w Warszawie.
- 3 marca – biskup krakowski Adam Stefan Sapieha odbył ingres do katedry wawelskiej.
- 7 marca – zakończył się proces byłego zakonnika jasnogórskiego, Damazego Macocha, oskarżonego o morderstwo i wielokrotną kradzież wotów z ołtarza z cudownym obrazem. Macocha skazano na 12 lat katorgi.
- 11 marca – uruchomiono elektrownię w Nowym Sączu.
- 12 marca – w Warszawie odbył się zjazd Towarzystwa Kultury Polskiej.
- 31 marca – rozegrano pierwszy mecz na stadionie Cracovii.
- 16 kwietnia – w Żorach otwarto niemiecką średnią szkołę męską (obecnie I Liceum Ogólnokształcące im. Karola Miarki).
- 27 kwietnia – premiera filmu Wojewoda.
- 4 maja – w katastrofie kolejowej w okolicach wsi Marianka (województwo lubuskie) zginęły 24 osoby, a 16 zostało rannych.
- 11 maja – likwidacja Warszawskiego Towarzystwa Lotniczego „Awiata”, działającego na lotnisku mokotowskim. Carskie władze wojskowe przejęły hangary, wytwórnię samolotów i szkołę pilotów[1].
- 20 maja – poświęcono sobór św. Aleksandra Newskiego w Warszawie.
- 22 maja – na Powązkach został pochowany Bolesław Prus.
- 1 czerwca – w Krakowie otwarto Hotel Francuski.
- 8 czerwca – otwarto Most Siennicki w Gdańsku.
- 9 czerwca – Zdzisław Latawiec (Pogoń Lwów) ustanowił 3 lekkoatletyczne rekordy Galicji w konkurencjach biegowych: 800 m – 2:06,0 s.; 1500 m – 4:16,9 s.; 3000 m – 9:17,7 s.
- 12 czerwca – eliminacje do reprezentacji Austrii na IO w Sztokholmie: 2 rekordy Austrii ustanowili Polacy (110 m ppł, Tadeusz Garczyński, 16,2 s.; 400 m, Władysław Ponurski, 53,5 s.).
- 15 czerwca – powstał najstarszy poznański klub piłkarski Warta Poznań.
- 22 czerwca – do Krakowa z Paryża przybył Włodzimierz Lenin.
- 6 lipca – mimo licznych protestów Polaków Mikołaj II zatwierdził wyłączenie Chełmszczyzny z Królestwa Polskiego, została utworzona gubernia chełmska.
- 25 sierpnia – w Zakopanem powołano Polski Skarb Wojskowy.
- 7 października – otwarto Dom Sierot założony przez Janusza Korczaka.
- 10 października – Inowrocław: uruchomiono komunikację tramwajową.
- 13 października – we Lwowie rekordy Galicji ustanowili:
  - Władysław Ponurski w biegu na 200 m wynikiem 22,8 s.
  - Kazimierz Cybulski w skoku o tyczce wynikiem 3,21 m.
- 10 listopada – w Galicji powstała Komisja Tymczasowa Skonfederowanych Stronnictw Niepodległościowych.
- 16 listopada – oddano do użytku zaporę w Pilchowicach na rzece Bóbr.
- 22 grudnia – w Zabrzu otwarto najstarsze na Górnym Śląsku Kino Roma (jako Kino Lichtspielhaus).
- W specjalnie wzniesionym budynku przy ul. św. Gertrudy 5 otwarto pierwsze w Krakowie nowoczesne kino „Wanda”.
- Na dotychczasowym polu wzlotów balonów powstało lotnisko Czyżyny w Krakowie.
- ks. Kazimierz Lutosławski zaprojektował Krzyż harcerski.
- Hm. Władysław Olędzki założył harcerstwo na Ursynowie (1 Ursynowską Drużynę Harcerzy im. J. U. Niemcewicza).
- Biochemik Kazimierz Funk wyizolował pierwszą witaminę – tiaminę, i oznaczył ją symbolem B, ponieważ leczyła chorobę beri-beri.
- Oddano do użytku bieżnię na stadionie ŁKS Łódź (S.Falkowski, 100 m – 11,2 s.)
- W styczniu ukazał się pierwszy, a w październiku ostatni numer miesięcznika o tytule „Przyrodniczy Pogląd na Świat i Życie”.

## Wydarzenia na świecie
- 1 stycznia – w Nankinie została proklamowana Republika Chińska.
- 4 stycznia – została oficjalnie zarejestrowana (ang. Royal Charter) organizacja „Stowarzyszenie Skautingu” w Brytyjskiej Wspólnocie Narodów.
- 6 stycznia:
  - Nowy Meksyk jako 47. stan dołączył do Stanów Zjednoczonych.
  - Alfred Wegener przedstawił swoją teorię dotyczącą wędrówki kontynentów.
- 7 stycznia – wojna włosko-turecka: zwycięstwo floty włoskiej w bitwie w zatoce Kunfuza.
- 8 stycznia – została założona lewicowa partia Afrykański Kongres Narodowy w Republice Południowej Afryki.
- 9 stycznia – amerykańska marynarka wojenna dokonała inwazji na Honduras.
- 12 stycznia – dokonano udanego oblotu wodnosamolotu pływakowego Curtiss A 2, który uznano za pierwszą w historii łódź latającą.
- 17 stycznia – Brytyjczyk Robert Falcon Scott zdobył biegun południowy miesiąc po Norwegu Roaldzie Amundsenie.
- 18–30 stycznia – odbyła się w Pradze konferencja Socjaldemokratycznej Partii Robotniczej Rosji zakończona ostatecznym rozłamem na dwie odrębne partie: bolszewików i mienszewików.
- 23 stycznia – pierwszy międzynarodowy traktat dotyczący handlu opium został podpisany w Hadze.
- 4 lutego – austriacki krawiec wynalazca Franz Reichelt, zginął w wyniku skoku z pierwszego poziomu Wieży Eiffla, w trakcie testowania płaszcza-spadochronu własnego projektu.
- 12 lutego:
  - w wieku sześciu lat abdykował Puyi, ostatni cesarz Chin.
  - w Republice Chińskiej wprowadzono kalendarz gregoriański.
- 14 lutego:
  - Arizona jako 48. stan dołączyła do Stanów Zjednoczonych.
  - w Groton w amerykańskim stanie Connecticut została zlecona budowa pierwszego okrętu podwodnego o napędzie Diesla.
- 22 lutego – powstała holenderska wytwórnia lotnicza Fokker.
- 24 lutego – wojna włosko-turecka: w starciu pod Bejrutem krążowniki „Giuseppe Garibaldi” i „Francesco Ferruccio(inne języki)” zatopiły turecki okręt obrony wybrzeża „Avnillah(inne języki)” i torpedowiec „Ankara”.
- 25 lutego – Maria Adelajda została wielką księżną Luksemburga.
- 1 marca – pierwszy skok spadochronowy z samolotu. Amerykanin Albert Berry skoczył z lecącego samolotu w Jefferson Barracks w USA.
- 5 marca – włoska armia jako pierwsza użyła samolotów do celów militarnych, używając ich jako samoloty rozpoznawcze na zachód od Trypolisu, za linią frontu wojsk tureckich.
- 7 marca:
  - Roald Amundsen, norweski badacz polarny, ogłosił swój sukces – zdobycie bieguna południowego, którego dokonał w dniu 14 grudnia roku 1911.
  - francuski pilot Henri Salmet(inne języki) po raz pierwszy, bez międzylądowania, pokonał trasę Paryż–Londyn w trzy godziny.
- 10 marca – Yuan Shikai został drugim prezydentem Chin.
- 12 marca:
  - powstała skautowa organizacja dla dziewcząt w USA (ang. Girl Scouts of the United States of America – GSUSA).
  - założono bułgarski klub piłkarski Botew Płowdiw.
- 13 marca:
  - został zawarty tajny układ między Bułgarią i Serbią zmierzający do odebrania Turcji Macedonii. Układ ten przekształcił się w sojusz bałkański, kiedy w maju przystąpiła do niego Grecja, a w lipcu Czarnogóra.
  - Tang Shaoyi został premierem Republiki Chińskiej.
- 16 marca:
  - Lawrence Oates, umierający członek wyprawy Scotta na biegun południowy, wyszedł z namiotu mówiąc „Wychodzę na zewnątrz i może spędzę tam trochę czasu…”.
  - założono norweski klub piłkarski Stabæk IF.
- 19 marca – wojska tureckie w Cyrenajce skutecznie ostrzelały włoski sterowiec rozpoznawczy P.2.
- 20 marca:
  - we Francji ukazał się dekret o organizacji wojskowego lotnictwa morskiego z centralną bazą w Saint-Raphaël.
  - zwodowano brytyjski krążownik liniowy HMS „Queen Mary”.
  - u wybrzeży Australii Zachodniej zatonął w czasie cyklonu statek pasażersko-towarowy SS „Koombana” ze 138 osobami na pokładzie.
- 27 marca – major Tokio Yukio Ozaki dał 3 tys. sadzonek japońskiej wiśni do zasadzenia w Waszyngtonie na znak przyjaźni między Japonią i USA.
- 28 marca – Thomas Mackenzie został premierem Nowej Zelandii.
- 29 marca – Robert Falcon Scott, dowódca zakończonej w drodze powrotnej śmiercią wszystkich jej uczestników brytyjskiej wyprawy na biegun południowy, dokonał ostatniego wpisu w swym dzienniku.
- 30 marca – Francja ustanowiła protektorat nad Marokiem.
- 10 kwietnia – RMS Titanic wypłynął w swój dziewiczy rejs.
- 12 kwietnia – powstał Płast – narodowa organizacja skautowa na Ukrainie.
- 13 kwietnia – ukazał się edykt królewski stanowiący podstawę prawną do powołania Królewskiego Korpusu Lotniczego (ang. Royal Flying Corps) w składzie: Skrzydło Lotnictwa Wojsk Lądowych, Skrzydło Lotnictwa Morskiego, Centralna Szkoła Lotnicza i Wytwórnia Sprzętu Lotniczego w Farnborough (1. dowódca – mjr Frederick H. Sykes).
- 14 kwietnia:
  - wieczorem, o godz. 23:40, parowiec RMS Titanic zderzył się na północnym Atlantyku z górą lodową i zaczął tonąć.
  - założono brazylijski klub piłkarski Santos FC
- 15 kwietnia – o godz. 2:20 zatonął RMS Titanic. Zginęło 1496 osób, uratowano 712.
- 16 kwietnia:
  - otwarto Royal Ontario Museum.
  - Harriet Quimby jako pierwsza kobieta samotnie przeleciała samolotem nad kanałem La Manche.
  - założono chorwacki klub piłkarski RNK Split.
- 17 kwietnia:
  - hybrydowe zaćmienie Słońca widoczne nad Atlantykiem i Europą.
  - rosyjskie wojsko dokonało masakry około 150 strajkujących górników w kopalni złota nad rzeką Lena na Syberii.
- 18 kwietnia – do nowojorskiego portu wpłynął statek RMS Carpathia z 712 uratowanymi rozbitkami z Titanica.
- 20 kwietnia:
  - został otwarty stadion (ang. Fenway Park) drużyny baseballowej Boston Red Sox w Bostonie.
  - został otwarty stadion (ang. Tiger Stadium) drużyny baseballowej Detroit Tigers w Detroit.
- 22 kwietnia:
  - w Moskwie ukazał się pierwszy numer bolszewickiej Prawdy.
  - w Królestwie Węgier utworzono rząd László Lukácsa.
- 27 kwietnia–27 sierpnia – pierwsza olimpiada z udziałem Polaków (Władysław Ponurski, Karol Rómmel i Sergiusz Zahorski).
- 4 maja – wojna włosko-turecka: wojska włoskie zajęły wyspę Rodos.
- 5 maja:
  - otwarto stadion Maksimir w Zagrzebiu.
  - założono austriacki klub piłkarski SV Ried.
- 8 maja – Adolph Zukor, żydowski imigrant z Europy Środkowej założył wytwórnię filmową Paramount Pictures.
- 13 maja – w Zjednoczonym Królestwie Wielkiej Brytanii i Irlandii powstał Królewski Korpus Lotniczy – Royal Flying Corps (prekursor Królewskich Sił Lotniczych – Royal Air Force – RAF).
- 14 maja:
  - Chrystian X został królem Danii.
  - w domu w Nogent-sur-Marne pod Paryżem anarchiści Octave Garnier i René Valet zostali otoczeni przez oddział 250 policjantów i 400 żuawów. Po desperackiej obronie zginęli wskutek wysadzenia budynku przez oblegających.
- 16 maja – wojna włosko-turecka: zwycięstwo wojsk włoskich w bitwie o Rodos.
- 18 maja – w Palo Alto w Kalifornii Amerykanin Edward Beeson jako pierwszy osiągnął granicę 2 metrów w skoku wzwyż.
- 26 maja – powstała Brytyjska Partia Socjalistyczna.
- 27 maja – w Nowym Jorku, Amerykanin James Duncan ustanowił rekord świata w rzucie dyskiem wynikiem 47,58 m.
- 29 maja – Grecja przystąpiła do antytureckiej Ligi Bałkańskiej.
- 31 maja – otwarto Muzeum Sztuk Pięknych im. Puszkina w Moskwie.
- 4 czerwca:
  - pożar w Stambule zniszczył 1120 budynków.
  - Massachusetts jako pierwszy stan amerykański wprowadziło płacę minimalną.
- 5 czerwca – Korpus Piechoty Morskiej Stanów Zjednoczonych wylądował na Kubie.
- 6–8 czerwca – erupcja wulkanu Novarupta na Alasce.
- 8 czerwca:
  - powstała amerykańska wytwórnia filmowa Universal Pictures.
  - w Paryżu odbyła się premiera baletu Dafnis i Chloé z muzyką Maurice’a Ravela.
  - w Cambridge, Amerykanin Abel Kiviat ustanowił pierwszy (oficjalny) rekord świata w biegu na 1500 metrów wynikiem 3.55,8 s.
- 12 czerwca – założono honduraski klub piłkarski Olimpia Tegucigalpa.
- 16 czerwca – Duarte Leite został premierem Portugalii.
- 18 czerwca – na zjeździe Partii Republikańskiej w Chicago urzędujący prezydent William Howard Taft został nominowany do wyborów prezydenckich, pokonał byłego prezydenta Theodora Roosevelta.
- 25 czerwca – na zjeździe Partii Demokratycznej w Baltimore gubernator stanu New Jersey, Thomas Woodrow Wilson, został nominowany do wyborów prezydenckich.
- 30 czerwca – 28 osób zginęło w najbardziej śmiercionośnym w historii Kanady ataku tornada w mieście Regina w prowincji Saskatchewan.
- 1 lipca:
  - Marko Trifković został premierem i ministrem spraw zagranicznych Serbii.
  - podczas olimpijskiego turnieju piłkarskiego w Sztokholmie reprezentacja Niemiec odniosła najwyższe zwycięstwo w swej historii pokonując Rosję 16:0, co jednocześnie jest jej najwyższą w historii porażką. Rekordowych 10 goli zdobył w tym meczu Gottfried Fuchs.
  - przyjęto flagę stanową Luizjany.
  - w Palace Theatre w Londynie w obecności króla Jerzego V i królowej Marii odbyła się pierwsza gala Royal Variety Performance (jako Royal Command Performance).
- 6 lipca – amerykański sprinter Donald Lippincott ustanowił w Sztokholmie pierwszy (oficjalny) rekord świata w biegu na 100 metrów wynikiem 10,6 s.
- 8 lipca – amerykański średniodystansowiec James „Ted” Meredith ustanowił w Sztokholmie pierwszy (oficjalny) rekord świata w biegu na 800 metrów wynikiem 1.51,9 s.
- 10 lipca – fiński długodystansowiec Hannes Kolehmainen ustanowił w Sztokholmie rekord świata w biegu na 5000 metrów wynikiem 14.36,6 s.
- 17 lipca:
  - w Sztokholmie założono Międzynarodowe Stowarzyszenie Federacji Lekkoatletycznych (IAAF).
  - mieszkańcy wyspy Ikaria na Morzu Egejskim zdobyli turecki garnizon i dzień później proklamowali powstanie Wolnego Państwa Ikarii.
- 19 lipca – meteoryt o masie oszacowanej na 190 kg eksplodował nad miejscowością Holbrook w hrabstwie Navajo w Arizonie, powodując, że tysiące odłamków spadło na miasteczko.
- 30 lipca – zmarł cesarz Japonii Mutsuhito. Następcą tronu został Yoshihito, syn zmarłego cesarza. W historii Japonii wydarzenie to kończy okres Meiji i rozpoczyna okres Taishō.
- 5 sierpnia:
  - dysydenci z podzielonej Partii Republikańskiej uformowali partię Progresywną i desygnowali byłego prezydenta Theodora Roosevelta na kandydata do wyborów prezydenckich.
  - w Karlowych Warach oddano do użytkowania kolej linowo-terenową Diana.
- 7 sierpnia:
  - austriacki fizyk Victor Franz Hess odkrył podczas lotu balonowego promieniowanie kosmiczne; odkrycie to przyniosło mu w 1936 roku Nagrodę Nobla.
  - doszło do katastrofy górniczej w Bochum.
- 10 sierpnia – angielska pisarka Virginia Stephen poślubiła Leonarda Woolfa.
- 12 sierpnia – sułtan Maroka Mulaj Abd al-Hafiz abdykował.
- 24 sierpnia – utworzono Terytorium Alaski.
- 25 sierpnia – w Pekinie utworzono Kuomintang, nacjonalistyczną partię pod formalnym przywództwem Sun Jat-sena, a faktycznym – Song Jiaorena.
- 27 sierpnia – Edgar Burroughs opublikował pierwszy odcinek powieści „Król Dżungli”.
- 19 września – założono holenderski klub piłkarski NAC Breda.
- 25 września – powstał wydział dziennikarski (ang. Columbia University Graduate School of Journalism) na Uniwersytecie Columbia w Nowym Jorku.
- 27 września – pierwszy 2-miejscowy samolot Lohner B.I trafił do austro-węgierskiej wojskowej szkoły lotniczej w Wiener Neustadt.
- 8 października – rozpoczęła się I wojna bałkańska – Czarnogóra wypowiedziała wojnę Turcji.
- 13 października – w Hoyerswerdzie powstała serbołużycka organizacja mniejszościowa Domowina.
- 14 października – w czasie kampanii wyborczej w Milwaukee w stanie Wisconsin, były prezydent Theodore Roosevelt został postrzelony przez właściciela szynku Johna Schranka. Ze świeżą raną postrzałową i kulą tkwiącą w ciele przemawiał na wiecu wyborczym.
- 16 października – bułgarscy piloci Radul Minkow i Pradon Toprakcziew dokonali bombardowania przy pomocy samolotu. Zbombardowali stację kolejową w Karaagac w pobliżu miasta Edirne, będącą w rękach wojsk tureckich.
- 17 października – I wojna bałkańska: Bułgaria, Grecja i Serbia wypowiedziały wojnę Turcji.
- 18 października – zawieszenie broni w wojnie włosko-tureckiej; Włosi zyskali Cyrenajkę i Trypolitanię, mieli zaś oddać Dodekanez (którego to warunku nie dotrzymali).
- 25 października – premiera opery Ariadna na Naksos z muzyką Richarda Straussa do libretta Hugo von Hofmannsthala.
- 29 października – I wojna bałkańska: rozpoczęła się bułgarsko-turecka bitwa pod Lüleburgaz.
- 2 listopada – I wojna bałkańska: zwycięstwo Bułgarów nad Turkami w bitwie pod Lüleburgaz.
- 5 listopada – w wyborach prezydenckich w USA zwyciężył demokrata Woodrow Wilson, nad urzędującym republikańskim prezydentem Williamem Howardem Taftem i byłym prezydentem Theodore’em Rooseveltem, który z ramienia Partii Progresywnej zajął drugie miejsce.
- 12 listopada – Lodowiec Szelfowy Rossa (Antarktyda): znaleziono zamrożone ciała Roberta Scotta i jego ekipy.
- 26 listopada – na wyposażenie armii brytyjskiej wszedł karabin maszynowy Vickers.
- 28 listopada – Albania ogłosiła niepodległość (od Imperium Osmańskiego).
- Grudzień – człowiek z Piltdown został zaprezentowany w Wielkiej Brytanii.
- 3 grudnia – I wojna bałkańska: kraje sojuszu bałkańskiego – Bułgaria, Czarnogóra, Grecja i Serbia – podpisały tymczasowe zawieszenie broni z Turcją. Zakończyło to dwumiesięczną wojnę.
- 6 grudnia – niemiecki egiptolog Ludwig Borchardt odkrył w Tell el-Amarna w Egipcie popiersie królowej Nefertiti, żony faraona Echnatona.
- 15 grudnia – w Kopenhadze odbyła się premiera rosyjskiego filmu animowanego Konik polny i mrówka w reżyserii Władysława Starewicza.
- 18 grudnia – Brytyjczyk Charles Dawson zaprezentował spreparowaną przez siebie czaszkę tzw. Człowieka z Piltdown, mającego być brakującym ogniwem między małpą a człowiekiem. Oszustwo zostało zdemaskowane w 1953 roku.
- 19 grudnia – założono francuski klub piłkarski AC Arles-Avignon.
- 21 grudnia – Tarō Katsura został po raz trzeci premierem Japonii.
- 26 grudnia – w stolicy Nowej Zelandii Wellington otwarto St. James Theatre.
- Włosi opanowali Libię.
- Początek systemu segregacji rasowej w Afryce Południowej.
- Wybuch powstania antychińskiego w Tybecie.
- Powstały pierwsze utwory bluesowe, tak zwany ang. The Memphis Blues.
- Alfred Wegener, niemiecki geofizyk, stworzył teorię wędrówek kontynentów, później nazwaną teorią Wegenera.
- Kazimierz Funk, polski biochemik pracujący m.in. w Instytucie Pasteura, odkrył istnienie witamin.
- Rosja przyjęła i zaczęła realizować Wielki program wzmocnienia armii.
- Chiny zdelegalizowały poligamię.

## Urodzili się
- 3 stycznia – Florian Stępniak, polski kapucyn, męczennik, błogosławiony katolicki (zm. 1942)
- 6 stycznia – Jacques Ellul, francuski historyk, teolog i socjolog (zm. 1994)
- 7 stycznia – Iwan Jakubowski, radziecki dowódca wojskowy (zm. 1976)
- 8 stycznia – José Ferrer, amerykański aktor i reżyser (zm. 1992)
- 11 stycznia – Bolesław Geraga, polski działacz komunistyczny, prezydent Łodzi (zm. 1986)
- 12 stycznia – Trummy Young, amerykański puzonista jazzowy (zm. 1984)
- 15 stycznia:
  - Jan Leonowicz, polski chorąży, żołnierz SZP-ZWZ-AK, członek WiN (zm. 1951)
  - Asłabni Nachowicz Achochow, radziecki polityk (zm. 1980)
- 16 stycznia – Guo Jie, chiński lekkoatleta (zm. 2015)
- 19 stycznia – Leonid W. Kantorowicz, rosyjski matematyk i ekonomista, laureat Nagrody Nobla (zm. 1986)
- 21 stycznia:
  - Konrad Bloch, amerykański biochemik (zm. 2000)
  - Alfred Szklarski, polski pisarz (zm. 1992)
  - Józef Zator-Przytocki, polski duchowny katolicki, podpułkownik AK (zm. 1978)
- 23 stycznia – Bronisława Staszel-Polankowa, polska biegaczka narciarska (zm. 1988)
- 25 stycznia:
  - Marian Brandys, polski pisarz, publicysta, reportażysta (zm. 1998)
  - Stanisław Hebanowski, polski reżyser teatralny, tłumacz (zm. 1983)
- 27 stycznia – Arne Næss, norweski filozof, twórca ekologii głębokiej (zm. 2009)
- 28 stycznia – Jackson Pollock, amerykański malarz (zm. 1956)
- 30 stycznia – Jadwiga Wajsówna, polska wszechstronna lekkoatletka (zm. 1990)
- 1 lutego:
  - Leon Kaleta, polski uczestnik II wojny światowej, major WP (zm. 2022)
  - Ryszard Trenkler, polski duchowny luterański (zm. 1993)
- 2 lutego – Millvina Dean, angielska pasażerka Titanica, ostatnia osoba ocalała z katastrofy (zm. 2009)
- 4 lutego – Erich Leinsdorf, dyrygent amerykański pochodzenia austriackiego (zm. 1993)
- 6 lutego:
  - Eva Braun, wieloletnia konkubina i żona Adolfa Hitlera (zm. 1945)
  - Odorico Leovigildo Sáiz Pérez, hiszpański duchowny katolicki (zm. 2012)
  - Helena Zacharczuk, polska nauczycielka, działaczka społeczna i harcerska (zm. ?)
- 11 lutego – Wacław Wycisk, polski duchowny katolicki, biskup pomocniczy gnieźnieński i opolski (zm. 1984)
- 17 lutego – Andre Norton, amerykańska pisarka fantasy i science fiction (zm. 2005)
- 18 lutego – Jan Knothe, polski architekt, grafik, pisarz, poeta i dyplomata (zm. 1977)
- 20 lutego:
  - Pierre Boulle, francuski pisarz i dyplomata (zm. 1994)
  - Muriel Humphrey, amerykańska druga dama, polityk, senator ze stanu Minnesota (zm. 1998)
- 22 lutego – Jadwiga Szajna-Lewandowska, polska pianistka, kompozytorka i pedagożka (zm. 1994)
- 23 lutego – Juliusz Sieradzki, polski olimpijczyk z 1936, konstruktor żaglówki Omega (zm. 1999)
- 24 lutego:
  - Zofia Chądzyńska, polska pisarka i tłumaczka (zm. 2003)
  - Modest Vegas Vegas, hiszpański franciszkanin, męczennik, błogosławiony katolicki (zm. 1936)
- 25 lutego – Émile Allais, francuski narciarz (zm. 2012)
- 27 lutego – Lawrence Durrell, angielski powieściopisarz (zm. 1990)
- 29 lutego – Taiichi Ōno, japoński inżynier, menedżer (zm. 1990)
- 1 marca:
  - Ina Benita, polska aktorka (zm. 1984)
  - Jerzy Alber-Siemieniak, polski aktor teatralny (zm. 1970)
- 2 marca – Tadeusz Fangrat, polski poeta, satyryk i tłumacz (zm. 1993)
- 3 marca – Jan Gralewski, polski kapral, filozof, kurier ZWZ-AK (zm. 1943)
- 5 marca – Jack Marshall, nowozelandzki polityk (zm. 1988)
- 8 marca:
  - Arsen Cebrzyński, polski porucznik pilot (zm. 1940)
  - Abdureim Reşidov, radziecki lotnik wojskowy (zm. 1984)
  - Joachim Schepke, niemiecki oficer Kriegsmarine, dowódca U-Bootów (zm. 1941)
  - Hilda Stevenson-Delhomme, seszelska lekarka i polityczka (zm. 2002)

- 12 marca:
  - Stanisław Ciężadlik, polski artysta ludowy (zm. 1996)
  - Ghazi I, król Iraku (zm. 1939)
  - Mieczysław Kałuża, polski major pilot (zm. 1960)
  - Władysław Rostocki, polski historyk (zm. 2004)
  - Józefa Słupiańska, polska zakonnica katolicka (zm. 2019)
  - Antal Szalay, węgierski piłkarz, trener (zm. 1960)
- 14 marca:
  - John Amery, brytyjski faszysta, kolaborant, propagandzista radiowy (zm. 1945)
  - Cliff Bastin, angielski piłkarz (zm. 1991)
  - Les Brown, amerykański klarnecista, saksofonista, kompozytor, aktor (zm. 2001)
  - Wasilij Łukszyn, radziecki generał major KGB (zm. 1967)
  - Juliusz Tadeusz Mycke, polski harcerz, członek Szarych Szeregów, porucznik ZWZ-AK, uczestnik powstania warszawskiego (zm. 1944)
  - Charles Van Acker, belgijski kierowca wyścigowy (zm. 1998)
  - Roger Verey, polski wioślarz, trener i sędzia wioślarski (zm. 2000)
  - Kazimierz Wejchert, polski siatkarz, architekt, urbanista, wykładowca akademicki (zm. 1993)
- 16 marca:
  - C. Elmer Anderson, amerykański polityk, gubernator Minnesoty (zm. 1998)
  - Pierre Dalem, belgijski piłkarz (zm. 1993)
  - José Iraragorri, hiszpański piłkarz, trener narodowości baskijskiej (zm. 1983)
  - Dżamjangijn Lchagwasüren, mongolski generał, polityk, minister obrony (zm. 1982)
  - Pat Nixon, amerykańska pierwsza dama (zm. 1993)
- 17 marca – Bayard Rustin, amerykański działacz społeczny (zm. 1987)
- 19 marca – Izydor Gąsienica-Łuszczek, polski narciarz, mistrz Polski w kombinacji klasycznej z 1933 (zm. 1992)
- 20 marca – Janusz Paluszkiewicz, polski aktor (zm. 1990)
- 21 marca – Józef Kurpas, polski duchowny katolicki, biskup pomocniczy katowicki (zm. 1992)
- 22 marca:
  - Karl Malden, amerykański aktor (zm. 2009)
  - Agnes Martin, kanadyjska artystka (zm. 2004)
- 23 marca – Wernher von Braun, niemiecki konstruktor broni rakietowej (zm. 1977)
- 25 marca – Jan Gonga Martínez, hiszpański działacz Akcji Katolickiej, męczennik, błogosławiony katolicki (zm. 1936)
- 26 marca – Ludger Szklarski, polski inżynier i wynalazca, elektromechanik i automatyk (zm. 2003)
- 27 marca – James Callaghan, polityk brytyjski (zm. 2005)
- 28 marca – Stanisław Olszewski, polski nauczyciel, podpułkownik, żołnierz AK, cichociemny (zm. 1994)
- 1 kwietnia:
  - Józef Bińczak, polski pisarz, poeta (zm. 1997)
  - Julian Polan-Haraschin, polski informator służb PRL, szeregowy LWP, pułkownik, zbrodniarz komunistyczny (zm. 1984)
  - Irena Sandecka, polska poetka, nauczycielka, działaczka społeczna (zm. 2010)
- 6 kwietnia – Horst Linde, niemiecki architekt (zm. 2016)
- 8 kwietnia – Sonja Henie, norweska łyżwiarka figurowa (zm. 1969)
- 14 kwietnia – Arne Brustad, norweski piłkarz (zm. 1987)
- 15 kwietnia:
  - Georges Beaucourt, francuski piłkarz, trener (zm. 2002)
  - Kim Ir Sen, północnokoreański polityk komunistyczny, przywódca kraju (zm. 1994)
- 16 kwietnia:
  - Witold Kiedrowski, polski duchowny katolicki, weteran II wojny światowej (zm. 2012)
  - Arminius Lange, niemiecki duchowny katolicki, męczennik, błogosławiony (zm. 1943)
- 17 kwietnia:
  - Mártha Eggerth, węgierska śpiewaczka operowa (zm. 2013)
  - Radu Manicatide, rumuński konstruktor lotniczy (zm. 2004)
- 19 kwietnia:
  - Jan Jelínek, czeski duchowny protestancki, wojskowy, podpułkownik, uczestnik II wojny światowej (zm. 2009)
  - Glenn Seaborg, amerykański chemik, laureat Nagrody Nobla (zm. 1999)
- 22 kwietnia – Kaneto Shindō, japoński reżyser (zm. 2012)
- 26 kwietnia – Václav Zachoval, czeski taternik i instruktor taternictwa (zm. 1952)
- 27 kwietnia – Zohra Sehgal, indyjska aktorka (zm. 2014)
- 1 maja – Anna Dylikowa, geograf i geomorfolog (zm. 2000)
- 5 maja:
  - Adolf Chronicki, polski aktor (zm. 1989)
  - Janusz Patrzykont, polski koszykarz (zm. 1982)
- 8 maja:
  - Dagny Carlsson, szwedzka blogerka (zm. 2022)
  - Adela Korczyńska, polska nauczycielka, działaczka harcerska i społeczna (zm. 1985)
- 17 maja – Archibald Cox, amerykański prawnik (zm. 2004)
- 18 maja – Perry Como, amerykański piosenkarz pochodzenia włoskiego (zm. 2001)
- 21 maja – Helena Łopuszańska, polska aktorka (zm. 1940)
- 22 maja – Herbert C. Brown, amerykański chemik, laureat Nagrody Nobla (zm. 2004)
- 24 maja – Joan Hammond, australijska śpiewaczka operowa (zm. 1996)
- 26 maja – János Kádár, węgierski polityk, przywódca Węgier w latach 1956–1988 (zm. 1989)
- 28 maja – Patrick White, australijski prozaik, poeta i dramatopisarz, laureat Nagrody Nobla (zm. 1990)
- 30 maja:
  - Julius Axelrod, amerykański farmakolog i biochemik, laureat Nagrody Nobla (zm. 2004)
  - Erich Bagge, niemiecki fizyk (zm. 1996)
  - Josef Burg, ukraiński pisarz pochodzenia żydowskiego (zm. 2009)
  - Hugh Griffith, brytyjski aktor (zm. 1980)
  - Lew Oszanin, rosyjski poeta (zm. 1996)
  - Julian Symons, brytyjski prozaik, poeta, biograf, krytyk literacki (zm. 1994)
- 31 maja – Sabit Orudżew, radziecki polityk pochodzenia azerskiego (zm. 1981)
- 4 czerwca – Robert Jacobsen, duński artysta (zm. 1993)
- 5 czerwca – Wojciech Dzieduszycki, polski artysta (zm. 2008)
- 11 czerwca – Aniela Sikora, polska lekkoatletka (zm. 1995)
- 12 czerwca – Władysław Fiszdon, polski matematyk, mechanik, członek Polskiej Akademii Nauk (zm. 2004)
- 16 czerwca – Adam Stelmach, prawnik, artysta fotografik, major Wojska Polskiego (zm. 2004)
- 23 czerwca – Alan Mathison Turing, angielski matematyk, kryptolog, twórca pojęcia maszyny Turinga (zm. 1954)
- 24 czerwca – Zygmunt Czubiński, polski botanik (zm. 1967)
- 28 czerwca – Amalia Fleming, grecka lekarka, polityk (zm. 1986)
- 6 lipca – Heinrich Harrer, austriacki alpinista himalaista, geograf i pisarz (zm. 2006)
- 8 lipca – Janina Bielecka, polska historyk, archiwistka (zm. 2006)
- 11 lipca – Aino Taube, szwedzka aktorka (zm. 1990)
- 12 lipca:
  - Jan Czapla, polski działacz ruchu ludowego (zm. 1981)
  - Aoua Kéita, malijska aktywistka niepodległościowa, pisarka i polityczka (zm. 1980)
  - Laurean Rugambwa, tanzański duchowny katolicki, arcybiskup Dar es Salaam, kardynał (zm. 1997)
  - Petar Stambolić, jugosłowiański polityk, premier i prezydent Jugosławii (zm. 2007)
- 14 lipca – Woody Guthrie, amerykański pieśniarz folk (zm. 1967)
- 18 lipca – Maria Bernadeta Banja, chorwacka zakonnica, męczennica, błogosławiona katolicka (zm. 1941)
- 19 lipca – Peter Leo Gerety, amerykański duchowny katolicki, arcybiskup (zm. 2016)
- 27 lipca – Stanisław Łukawski, polski przewodnik turystyczny (zm. 2003)
- 31 lipca – Milton Friedman, ekonomista amerykański, twórca monetaryzmu, laureat Nagrody Nobla (zm. 2006)
- 2 sierpnia:
  - Palle Huld, duński aktor (zm. 2010)
  - Alfons Klafkowski, polski prawnik, polityk, poseł na Sejm PRL, członek Rady Państwa, prezes Trybunału Konstytucyjnego (zm. 1992)
- 5 sierpnia – Margaret Guido, angielska archeolog (zm. 1994)
- 9 sierpnia – Anna Pawłowska, major Wojska Polskiego (zm. 2005)
- 10 sierpnia – Jorge Amado, brazylijski pisarz (zm. 2001)
- 13 sierpnia – Salvador Luria, mikrobiolog amerykański pochodzenia włoskiego, laureat Nagrody Nobla (zm. 1991)
- 15 sierpnia – Wendy Hiller, brytyjska aktorka (zm. 2003)
- 23 sierpnia:
  - Ed Benedict, amerykański animator (zm. 2006)
  - Gene Kelly, amerykański piosenkarz, aktor i tancerz (zm. 1996)
- 24 sierpnia – Gwidon Miklaszewski, polski rysownik-humorysta (zm. 1999)
- 25 sierpnia:
  - Tadeusz Andrzejewski(inne języki), polski aktor, tancerz (zm. 1978)
  - Erich Honecker, niemiecki polityk komunistyczny, I sekretarz SED, przewodniczący Rady Państwa NRD (zm. 1994)
- 26 sierpnia:
  - Edward Jung, polski duchowny katolicki (zm. 1941)
  - John Tinniswood, brytyjski superstulatek, najstarszy żyjący mężczyzna na świecie (zm. 2024)
- 27 sierpnia – Jan Kamiński, polski dowódca wojskowy (zm. 1944)
- 29 sierpnia:
  - Jan Baculewski, polski historyk literatury i pedagog (zm. 1994)
  - Wolfgang Suschitzky, brytyjski fotograf i operator filmowy (zm. 2016)
- 30 sierpnia – Leda Gloria, włoska aktorka filmowa (zm. 1997)
- 31 sierpnia – Jan Piwnik ps. Donat, Ponury, dowódca partyzancki Armii Krajowej w Górach Świętokrzyskich i na Nowogródczyźnie (zm. 1944)
- 2 września:
  - Gwidon Borucki, polski aktor i piosenkarz, żołnierz gen. Andersa (zm. 2009)
  - Ingeborg Rapoport, niemiecka lekarka (zm. 2017)
- 3 września – Piotr Rivera Rivera, hiszpański franciszkanin, męczennik, błogosławiony katolicki (zm. 1936)
- 7 września – Franciszek Jan Bonifacio, włoski duchowny katolicki, męczennik, błogosławiony (zm. 1946)
- 17 września:
  - Eva Dawes, kanadyjska lekkoatletka, skoczkini wzwyż (zm. 2009)
  - Irena Kwiatkowska, polska aktorka i artystka kabaretowa (zm. 2011)
  - Stanisław Siedlecki, polski geolog, taternik i polarnik (zm. 2002)
- 19 września – Kurt Sanderling, dyrygent niemiecki pochodzenia żydowskiego (zm. 2011)
- 23 września – Anna Jadwiga Gawrońska, polska lekkoatletka (zm. 2004)
- 29 września:
  - Lukas Ammann, szwajcarski aktor (zm. 2017)
  - Michelangelo Antonioni, włoski reżyser filmowy (zm. 2007)
- 1 października:
  - Witold Gerutto, polski lekkoatleta, wieloboista, trener, działacz sportowy (zm. 1973)
  - Lew Gumilow, rosyjski historyk, geograf, etnolog, orientalista (zm. 1992)
  - Czesław Marchewczyk, polski hokeista, piłkarz ręczny (zm. 2003)
  - Kathleen Ollerenshaw, brytyjska matematyk i polityk (zm. 2014)
  - Kazimiera Olszewska, polska nauczycielka, działaczka społeczna, żołnierz Armii Krajowej, więzień polityczny okresu stalinizmu (zm. 1985)
- 3 października – Jolanta Manteufflówna, polska lekkoatletka oraz lekarz medycyny (zm. 1986)
- 4 października:
  - Anicet Adolf, hiszpański lasalianin, męczennik, święty katolicki (zm. 1934)
  - Bernard Chevallier, francuski jeździec sportowy (zm. 1997)
  - Alfonso Letelier, chilijski kompozytor (zm. 1994)
- 6 października – Gordon Wilkins, brytyjski kierowca wyścigowy (zm. 2007)
- 14 października – Joachim Badeni, polski duchowny, dominikanin, autor książek (zm. 2010)
- 15 października:
  - Jan Czeredys, polski żołnierz (zm. 1948)
  - Jadwiga Jędrzejowska, polska tenisistka (zm. 1980)
  - Štefan Peciar, słowacki językoznawca (zm. 1989)
  - Helena Zand, polska historyk (zm. 1983)
- 16 października:
  - Václav Drbola, czeski duchowny katolicki, ofiara prześladowań komunistycznych (zm. 1952)
  - Edmund Giemsa, polski piłkarz (zm. 1994)
  - Clifford Hansen, amerykański polityk, senator ze stanu Wyoming (zm. 2009)
  - Lotti Huber(inne języki), niemiecka aktorka (zm. 1998)
- 17 października:
  - Albino Luciani, papież Jan Paweł I, błogosławiony (zm. 1978)
  - Roman Tarkowski, polski rzeźbiarz, nauczyciel (zm. 1999)
  - Aleksy Zarycki, ukraiński duchowny greckokatolicki, męczennik, błogosławiony (zm. 1963)
- 19 października – Rafał Grzondziel, polski ksiądz, twórca „Kaszub” w Kanadzie (zm. 1998)
- 21 października – Maria Cedro-Biskupowa, polska poetka (zm. 2013)
- 31 października – Jean Améry, pisarz, autor „Poza winą i karą” (zm. 1978)
- 2 listopada – Janina Wencel, polska lekkoatletka (zm. 1999)
- 5 listopada – Wilson Allen Wallis, amerykański ekonomista i statystyk (zm. 1998)
- 11 listopada – Nina Andrycz, polska aktorka (zm. 2014)
- 12 listopada – Frederic M. Lord, amerykański psychometra i statystyk (zm. 2000)
- 16 listopada – András Csaplár, węgierski lekkoatleta, długodystansowiec (zm. 1995)
- 19 listopada – Bernard McLaughlin, amerykański duchowny katolicki (zm. 2015)
- 20 listopada – Otto von Habsburg, głowa Domu Habsbursko-Lotaryńskiego (zm. 2011)
- 22 listopada – Stefania Wojtulanis-Karpińska, kapitan pilot Polskich Sił Powietrznych, pilot sportowy (zm. 2005)
- 24 listopada:
  - Tadeusz Rogalski, polski bokser (zm. 1986)
  - Noemi Wigdorowicz-Makowerowa, polska stomatolog żydowskiego pochodzenia (zm. 2015)
- 27 listopada:
  - Connie Sawyer, amerykańska aktorka (zm. 2018)
  - Yuen Siu-tien, chiński aktor (zm. 1979)
- 28 listopada – Irena Nowakowska, polska socjolog pochodzenia żydowskiego (zm. 2006)
- 29 listopada:
  - John Templeton, amerykański filantrop (zm. 2008)
  - Czesław Łapiński, taternik, alpinista, ratownik tatrzański i wieloletni kierownik schroniska nad Morskim Okiem (zm. 1989)
- 30 listopada – Arturo Paoli, włoski duchowny katolicki (zm. 2015)
- 1 grudnia – Minoru Yamasaki, amerykański architekt, to on zaprojektował bliźniacze wieże World Trade Center w Nowym Jorku (zm. 1986)
- 5 grudnia – Senetta Joseftal, izraelska prawnik, ekonomistka, polityk (zm. 2007)
- 8 grudnia – Oskar Veldeman, estoński skoczek narciarski (zm. 1942)
- 10 grudnia – Jerzy Turowicz, polski dziennikarz i publicysta, założyciel i redaktor naczelny „Tygodnika Powszechnego” (zm. 1999)
- 14 grudnia – Adam Bielański, polski chemik (zm. 2016)
- 17 grudnia – Edward Short, brytyjski polityk (zm. 2012)
- 18 grudnia – Marian Chomiak, polski lekarz weterynarii, profesor doktor habilitowany nauk weterynaryjnych (zm. 1976)
- 21 grudnia – Lech Działoszyński, polski biochemik i lekarz (zm. 2014)
- 23 grudnia – Irena Dobrzańska, polska lekkoatletka, miotaczka (zm. 1998)
- 28 grudnia – Ewa Bonacka, polska aktorka, reżyserka teatralna (zm. 1992)
- 29 grudnia – Luís Torras Martínez, hiszpański malarz (zm. 2024)
- data dzienna nieznana:
  - Piotr To Rot, katechista z Nowej Gwinei, męczennik, błogosławiony katolicki (zm. 1945)

## Zmarli
- 16 stycznia – Georg Heym, niemiecki pisarz (ur. 1887)
- 25 stycznia – Moritz Jastrowitz, niemiecki lekarz, pionier radiologii (ur. 1839)
- 29 stycznia – Bronisław Markiewicz, polski duchowny katolicki, założyciel michalitów, błogosławiony (ur. 1842)
- 4 lutego – Franz Reichelt, austriacki krawiec wynalazca (ur. 1879)
- 25 lutego – Wilhelm IV, wielki książę Luksemburga (ur. 1852)
- 20 marca – Maria Józefa od Serca Jezusowego, hiszpańska zakonnica, święta katolicka (ur. 1842)
- 29 marca – Robert Falcon Scott, brytyjski oficer Royal Navy i odkrywca Antarktydy (ur. 1868)
- 30 marca – Karl May, pisarz niemiecki znany z powieści przygodowych o Dzikim Zachodzie (ur. 1842)
- 6 kwietnia – Giovanni Pascoli, włoski poeta (ur. 1855)
- 15 kwietnia:
  - Thomas Andrews, konstruktor statków, projektant RMS Titanic (ur. 1873)
  - John Jacob Astor IV, amerykański przedsiębiorca (ur. 1864)
  - Wallace Hartley, dyrektor orkiestry Titanica (ur. 1878)
  - Francis Davis Millet, amerykański malarz (ur. 1846)
  - James Moody, szósty oficer RMS Titanic (ur. 1887)
  - William Murdoch, pierwszy oficer RMS Titanic (ur. 1873)
  - Jack Phillips, starszy radiooperator RMS Titanic (ur. 1887)
  - Edward Smith, kapitan RMS Titanic (ur. 1850)
  - William Thomas Stead, angielski dziennikarz (ur. 1849)
  - Henry Wilde, główny oficer RMS Titanic (ur. 1872)
- 25 kwietnia – Kyŏnghŏ Sŏng’u, koreański mistrz sŏn (jap. zen) (ur. 1846)
- 27 kwietnia – Jules Bonnot, francuski anarchista (ur. 1876)
- 3 maja – Maria Leonia Paradis, kanadyjska zakonnica, założycielka Ubogich Sióstr Świętej Rodziny, błogosławiona katolicka (ur. 1840)
- 4 maja – Nettie Stevens, amerykańska biolog i genetyk (ur. 1861)
- 14 maja – August Strindberg, szwedzki dramaturg i powieściopisarz (ur. 1849)
- 15 maja – Octave Garnier, francuski anarchista (ur. 1889)
- 19 maja – Bolesław Prus, polski pisarz, publicysta, dziennikarz (ur. 1847)
- 20 maja – Archanioł Tadini, włoski ksiądz, święty katolicki (ur. 1846)
- 30 maja – Wilbur Wright, amerykański konstruktor samolotów i pilot (ur. 1867)
- 20 czerwca – Voltairine de Cleyre, amerykańska anarchistka i pisarka (ur. 1866)
- 26 czerwca – Lawrence Alma-Tadema, holenderski malarz (ur. 1836)
- 17 lipca – Henri Poincaré, francuski matematyk, fizyk, astronom, filozof, twórca topologii algebraicznej (ur. 1854)
- 25 lipca – Lawrence Alma-Tadema, holenderski malarz (ur. 1836)
- 26 lipca – Józef Grekowicz, polski pułkownik, dowódca w powstaniu styczniowym, naczelnik sił zbrojnych województwa krakowskiego (ur. 1834)
- 27 lipca – Maria Grazia Tarallo, włoska zakonnica, stygmatyczka, błogosławiona katolicka (ur. 1866)
- 9 sierpnia – Kandyda Maria od Jezusa, zakonnica, święta katolicka (ur. 1845)
- 15 sierpnia – Pius Albert Del Corona, włoski dominikanin, kardynał, błogosławiony katolicki (ur. 1837)
- 16 sierpnia – Virginia Christian, jedyna niepełnoletnia kobieta stracona na krześle elektrycznym (ur. 1895)
- 20 sierpnia – William Booth, pastor metodystyczny, założyciel Armii Zbawienia (ur. 1829)
- 26 sierpnia – Clinton Thomas Dent, brytyjski chirurg i alpinista (ur. 1850)
- 10 września – Michael Greisiger, spiskoniemiecki lekarz, badacz historii i przyrody Spiszu, znawca Tatr (ur. 1851)
- 13 września – Maresuke Nogi, japoński generał, trzeci gubernator generalny Tajwanu (ur. 1849)
- 16 września – Franciszek Kamieński, polski botanik, odkrywca zjawiska mykoryzy (ur. 1851)
- 29 września – Anton Döller, austriacki wojskowy, działacz turystyczny w Tatrach (ur. 1831)
- 2 października – Jan Beyzym, polski jezuita, misjonarz, błogosławiony katolicki (ur. 1850)
- 10 października – Michał Jankowski, polski pionier rosyjskiego Dalekiego Wschodu, przyrodnik i hodowca (ur. 1842)
- 12 października – Stanisław Badeni, polski prawnik i polityk (ur. 1850)
- 28 października – Edgar Tinel, belgijski kompozytor, pianista i pedagog (ur. 1854)
- 7 grudnia – George Darwin, angielski matematyk, astronom (ur. 1845)

data dzienna nieznana:
- Baltazar Szopiński, polski prawnik, kolekcjoner dzieł tatrzańskich (ur. 1846)

## Zdarzenia astronomiczne
- 10 października – całkowite zaćmienie Słońca

## Nagrody Nobla
- z fizyki – Nils Dalén
- z chemii – Victor Grignard, Paul Sabatier
- z medycyny – Alexis Carrel
- z literatury – Gerhart Hauptmann
- nagroda pokojowa – Elihu Root

## Święta ruchome
- Tłusty czwartek: 15 lutego
- Ostatki: 20 lutego
- Popielec: 21 lutego
- Niedziela Palmowa: 31 marca
- Pamiątka śmierci Jezusa Chrystusa: 31 marca
- Wielki Czwartek: 4 kwietnia
- Wielki Piątek: 5 kwietnia
- Wielka Sobota: 6 kwietnia
- Wielkanoc: 7 kwietnia
- Poniedziałek Wielkanocny: 8 kwietnia
- Wniebowstąpienie Pańskie: 16 maja
- Zesłanie Ducha Świętego: 26 maja
- Boże Ciało: 6 czerwca